# Gare de Clermont-La Rotonde
Pour les articles homonymes, voir Gare de Clermont.
La gare de Clermont-La Rotonde est une gare ferroviaire française de la ligne d'Eygurande - Merlines à Clermont-Ferrand, située sur le territoire de la commune de Clermont-Ferrand, préfecture du département du Puy-de-Dôme en région Auvergne-Rhône-Alpes. Elle dessert notamment le pôle universitaire de la Rotonde.
Elle est mise en service en 2004. C'est une halte de la Société nationale des chemins de fer français (SNCF), desservie par des trains TER Auvergne-Rhône-Alpes.

## Situation ferroviaire
La gare de Clermont-La Rotonde est située au point kilométrique (PK) 505,708 de la ligne d'Eygurande - Merlines à Clermont-Ferrand entre les gares de Royat - Chamalières et de Clermont-Ferrand. Son altitude est de 381 mètres.

## Histoire
La gare de Clermont-La Rotonde est mise en service en 2004 et inaugurée le 7 février 2005. Depuis son ouverture, elle voit passer environ 150 voyageurs par jour pour un trafic moyen d'environ 30 trains. En pleine charge, il est prévu qu'elle accueille quotidiennement 500 voyageurs.

## Service des voyageurs

### Accueil
Halte SNCF, c'est un point d'arrêt non géré (PANG) à accès libre.

### Desserte
Elle est desservie par les trains TER Auvergne-Rhône-Alpes (relations de Clermont-Ferrand à Durtol, Volvic et au Mont-Dore).
La desserte a été prévue pour certains sites de l'Université Clermont-Auvergne à Clermont-Ferrand :
- pôle tertiaire à 100 m, faculté de droit à 350 m ;
- faculté de lettres à 400 m.

### Intermodalité
Un parking pour les véhicules y est aménagé.
La gare de Clermont-La Rotonde est située à 600 m environ de la station de tramway « Universités » (ligne A), et la ligne de bus 3 (arrêts les plus proches : « Universités » à 600 m et « Côte Blatin » à 600 m par la rue de la Rotonde et l'avenue Léon-Blum).

« L’expérience d’une création d’une halte TER à proximité d’établissements d’enseignement a montré tout son intérêt lorsqu’on analyse l’impact positif en termes de fréquentation de la ligne au niveau du pôle de la Rotonde à Clermont-Ferrand »

— Louis Giscard d’Estaing